# 위치 측정 및 동시 지도화

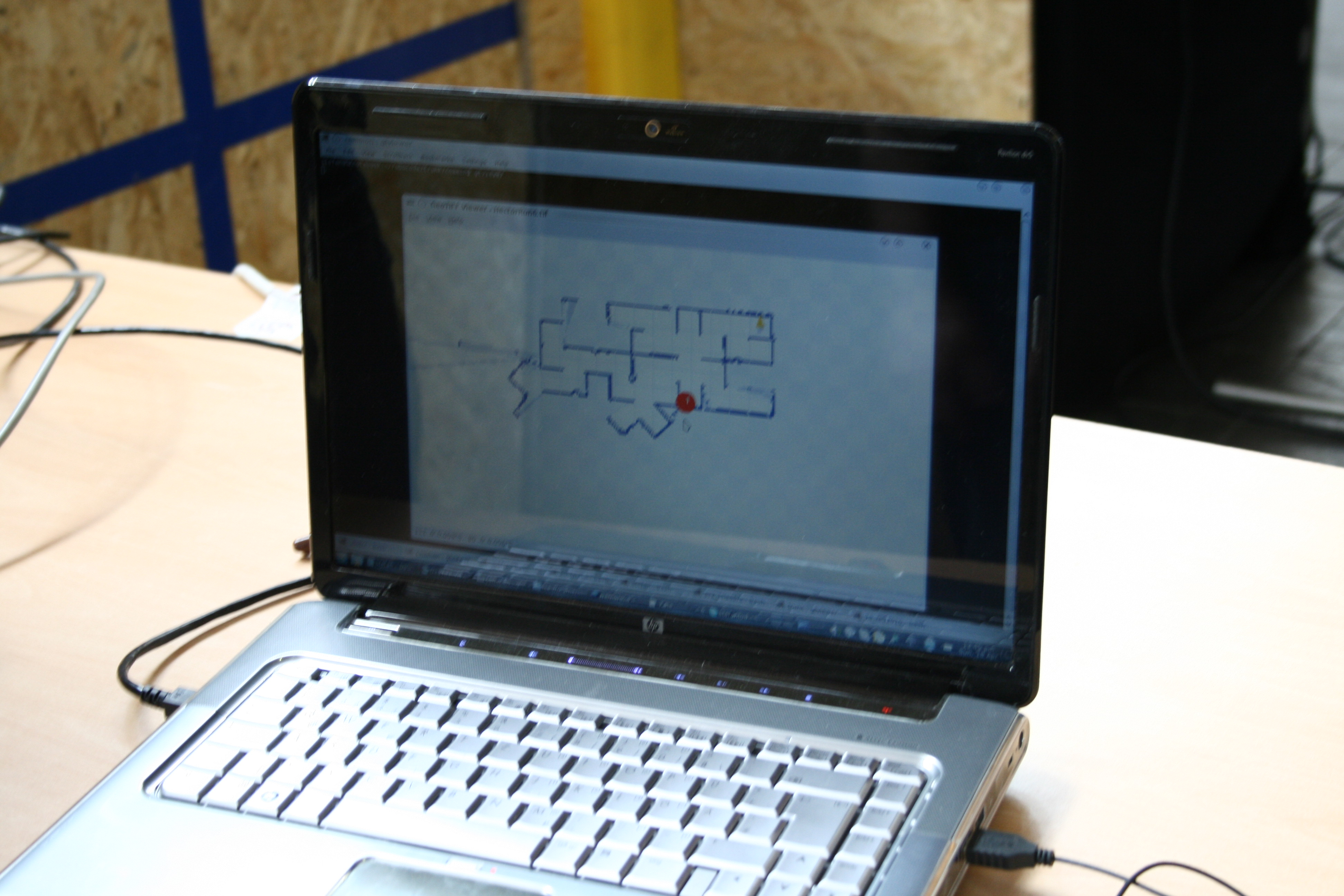
SLAM 로봇에 의해 생성되는 지도

SLAM(Simultaneous localization and mapping), 동시적 위치추정 및 지도작성은 로봇공학 등에서 사용하는 개념으로, 임의 공간에서 이동하면서 주변을 탐색할 수 있는 로봇에 대해, 그 공간의 지도 및 현재 위치를 추정하는 문제이다.

## 같이 보기
- 파티클 필터
- 칼만 필터